# Prieuré d'Étampes
Le prieuré d'Étampes est situé à Étampes, en France.

## Localisation
Le monument est situé dans le département français de l'Essonne rue du Hameau-de-Bretagne.

## Historique
Le portail est inscrit au titre des monuments historiques par arrêté du 17 avril 1931.